# Tranquille donne di campagna
Tranquille donne di campagna è un film del 1980 diretto da Claudio De Molinis.

## Trama
In pieno periodo fascista, Alberto, un ragazzo complessato e ritenuto da tutti malato di nervi, vive nella tenuta di campagna di famiglia con l'autoritario padre Guido, la madre Anna, la sorella minore Elisa, la "zia" Floriana, cugina di Guido ed ex diva dell'operetta ritiratasi dalle scene, la vera proprietaria del casale di campagna sotto il cui tetto vivono tutti e l'unica a disporre di denaro, e la domestica Aida.
Guido è un vero despota, tradisce la moglie con le prostitute e abusa sessualmente di Aida. Bussa spesso a soldi con arroganza da Floriana che lo rimprovera della sua cattiva gestione della tenuta. Alberto ha una relazione incestuosa con la zia Floriana e un rapporto burrascoso con il padre, dal quale tenta inutilmente di fuggire. La visita d'una nipote della zia Floriana, Gloria, che ha con Alberto un rapporto sentimentale, sembra portare lo stesso Alberto a una svolta decisiva: andare a vivere con Gloria a Milano e staccarsi definitivamente dall'oppressione paterna. Alberto arriva anche a sparare al padre con una rivoltella, ma nessuno dei sei colpi produce il ferimento dell'uomo. L'irascibilità di Guido, però, si riversa anche su Gloria, che lo ha accusato di essere quello che effettivamente è, culminando in una brutale violenza fisica e poi nello stupro di Gloria, di cui Alberto è testimone impotente codardo e vigliacco. Gloria, dopo avere subìto la violenza, prepara le valigie e lascia la tenuta.
A questo punto il comportamento di Guido diventa talmente insopportabile da spingere le donne ad architettarne l'eliminazione fisica, per poi mascherarla da suicidio. Andato in cantina, in cerca di vino, sale al piano superiore dell'impalcato, dove vede Anna, Aida ed Alberto, i quali hanno già preparato una corda con tanto di cappio, al piano impalcato. L'uomo si trova già da sé sotto di esso. Vedendo Anna, Alberto e Aida al piano terra, prende ad insultarli come suo solito ma non si accorge di Floriana che, alle sue spalle, prontamente, gli pone il cappio attorno al collo e, in un attimo, lo spinge nel vuoto. L'uomo stramazza sospeso alla corda mentre si ode il chiaro rumore dato dallo spezzarsi del collo. Guido è morto. Gli astanti decideranno in seguito di denunciare il fatto al podestà, fatto che sarà ritenuto, per forza di cose, un suicidio.

## Doppiaggio
L'attore Christian Borromeo solitamente doppiato, qui recita con la sua voce rivelando un pesante accento lombardo, mentre l'attore,  doppiatore e direttore del doppiaggio Silvano Tranquilli qui è insolitamente doppiato (da Gianni Marzocchi). 

## Home video
L'edizione in dvd della Cinekult pone incongruamente sulla fascetta un'immagine successiva al film di Serena Grandi che in realtà ha un ruolo marginale.